# Звезда (Краснодарский край)
Звезда́ — посёлок в Ленинградском районе Краснодарского края Российской Федерации.
Входит в состав Первомайского сельского поселения.

## Население
| 2002 | 2010 |
| ---- | ---- |
| 553  | ↗557 |

## Улицы
| - ул. Заречная, - ул. Механическая, - ул. Набережная, | - ул. Новая, - ул. Октябрьская, - ул. Степная. |